# Aulandra
Aulandra é um género botânico pertencente à família Sapotaceae.

## Espécies
- Aulandra beccarii
- Aulandra cauliflora
- Aulandra longifolia